# Tolnai borvidék
A Tolnai borvidék Magyarország délnyugati részén található, Tolna, Baranya és Fejér vármegyékben, összesen 2900 hektáron. A szőlőültetvények többnyire enyhe lejtésűek, déli kitettségűek és védett domboldalakon fekszenek.

## Részei, hegyközségei
- Tolnai körzet: Bölcske, Dunaföldvár, Dunaszentgyörgy, Gyönk, Györköny, Kölesd, Madocsa, Paks, Sárszentlőrinc, Tengelic, Tolna
- Völgységi körzet: Aparhant, Bonyhád, Bonyhádvarasd, Dúzs, Györe, Hidas, Izmény, Kisdorog, Kismányok, Kisvejke, Lengyel, Mőcsény, Mucsfa, Mucsi, Nagymányok, Tevel, Závod,
- Tamási körzet: Felsőnyék, Hőgyész, Igar, Iregszemcse, Lajoskomárom, Magyarkeszi, Nagyszékely Nagyszokoly, Ozora, Pálfa, Pincehely, Simontornya, Tamási, Tolnanémedi településeknek a szőlőkataszter szerint I. és II. osztályú határrészei.

Megkülönböztetett dűlők:
- Bonyhád: Aranybánya, Szőlő-domb
- Bonyhádvarasd: Kereszt-dűlő
- Lajoskomárom: Fülöp-hegy
- Simontornya: Derék-hegy, Mózsé-hegy
- Paks: Hideg-völgy, Sánc-hegy
- Gyönk: Ködmön-hegy

A borvidék egyik fő büszkesége a györkönyi pincefalu, amit éppen mostanában fedeznek fel újra, az egykori présházak hagyományőrző, értékmentő felújítása folyik.

## Története
A Tolnai borvidék 1998-tól tartozik a borvidékek sorába, a szőlőművelés azonban jóval régebb óta jelen van, egészen a keltákig, ill. rómaiakig nyúlik vissza.
Az Árpádkorban a szép számmal alapított apátságok mindegyikében megtalálhatjuk a jól művelt szőlőket, melyért sokat fáradoztak a bencés és cisztercita szerzetesek. A török megszállás erősen visszavetette a területen folyó szőlőtermesztést.
Ezt követően a Duna-menti borvidékekre települő németek itt is megjelennek, akik a XVI. századra már teljesen visszaszorult szőlőtermesztés újbóli felvirágoztatásában fontos szerepet játszottak.

### Filoxéra
A borvidék a filoxéra-járvány előtti időkben érte el legnagyobb kiterjedését. Ekkoriban a vörösborok domináltak, elsősorban a rácok által behozott Kadarka.
A járvány óriási pusztítást okozott, azonban a vidék a védekezésben is élen járt.

## Talajadottságok és klíma
A borvidék talajképző kőzete a lösz, az ültetvények kisebb részben települtek csak homokra, és előfordul barna erdőtalaj is, valamint találunk szőlőültetvényeket mészlepedékes csernozjom talajokon is. A löszréteg helyenként igen vastag, például Hőgyésznél eléri a 70 métert is.
Klímája mérsékelten meleg és nedves. Jellemzően enyhe a tél és száraz, napfényes a nyár. A legcsapadékosabb hónap a május és a június. Az uralkodó szélirány északnyugati. Éves napsütéses órák száma 2060, évi középhőmérséklet 11,8 °C, évi átlagos csapadékmennyiség 590 mm.

## Szőlészet és borkészítés
Kézi  és  gépi  szüret  megengedett  minden  Tolnai  oltalom  alatt  álló  eredetmegjelölésű borászati termék esetén. Ez alól kivételt jelent a dűlőszelektált, a válogatott szüretelés, késői szüretelésű és töppedt szőlőből készült kifejezéssel megkülönböztetett Tolnai bor, mely csak kézzel szüretelhető.

### Jellemző szőlőfajták
Chardonnay, Sauvignon blanc, Rajnai rizling, Kékfrankos, Zweigelt, Merlot, Kadarka.

## Hegyközség(ek)
- név: Tolnai Borvidék Hegyközségi Tanácsa
- cím: 7050 Bonyhád, Zrínyi Miklós utca 3.
- e-mail cím: []